# 吉斯伯恩大区

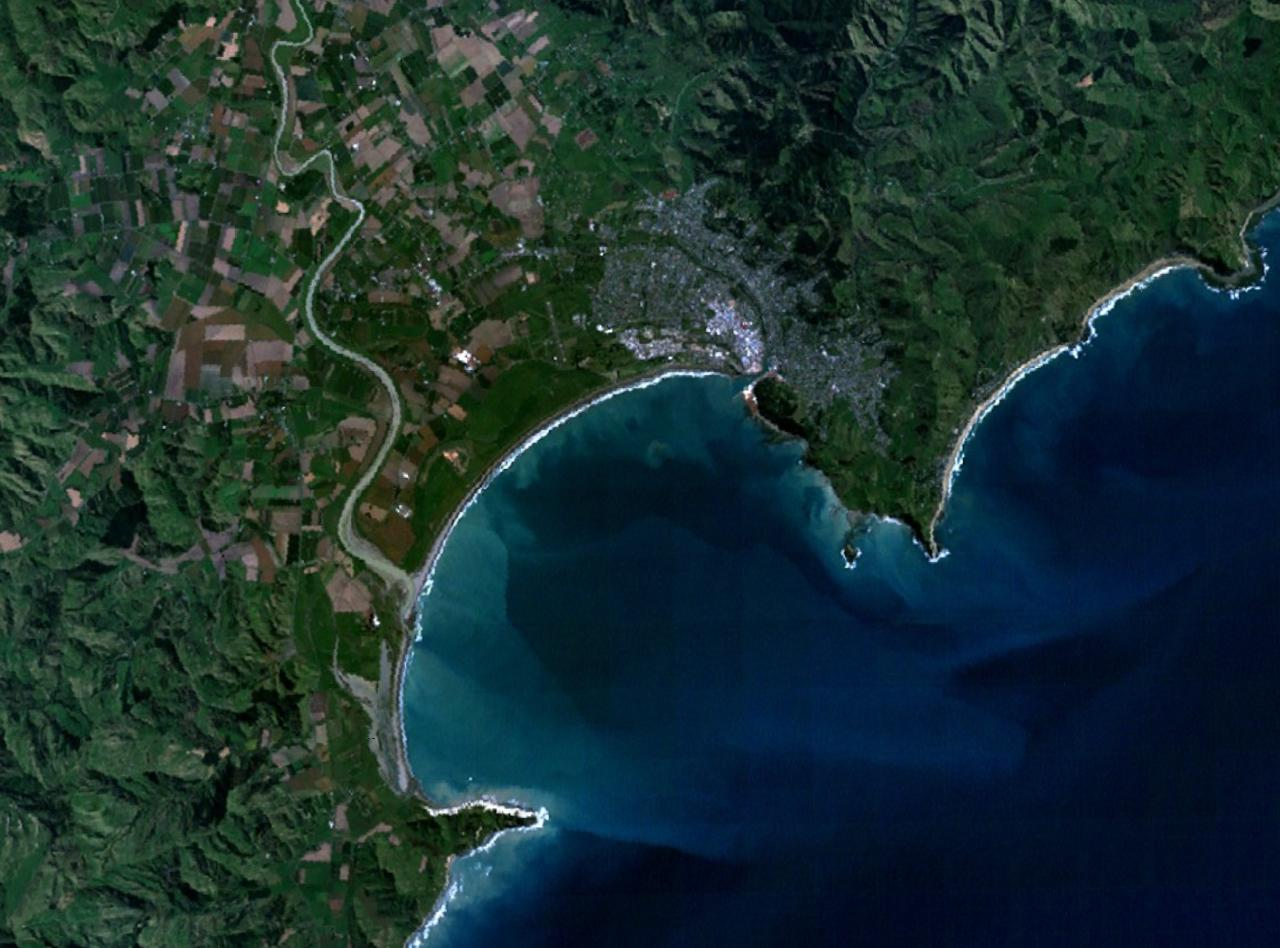
NASA拍攝的吉斯伯恩衛星照片

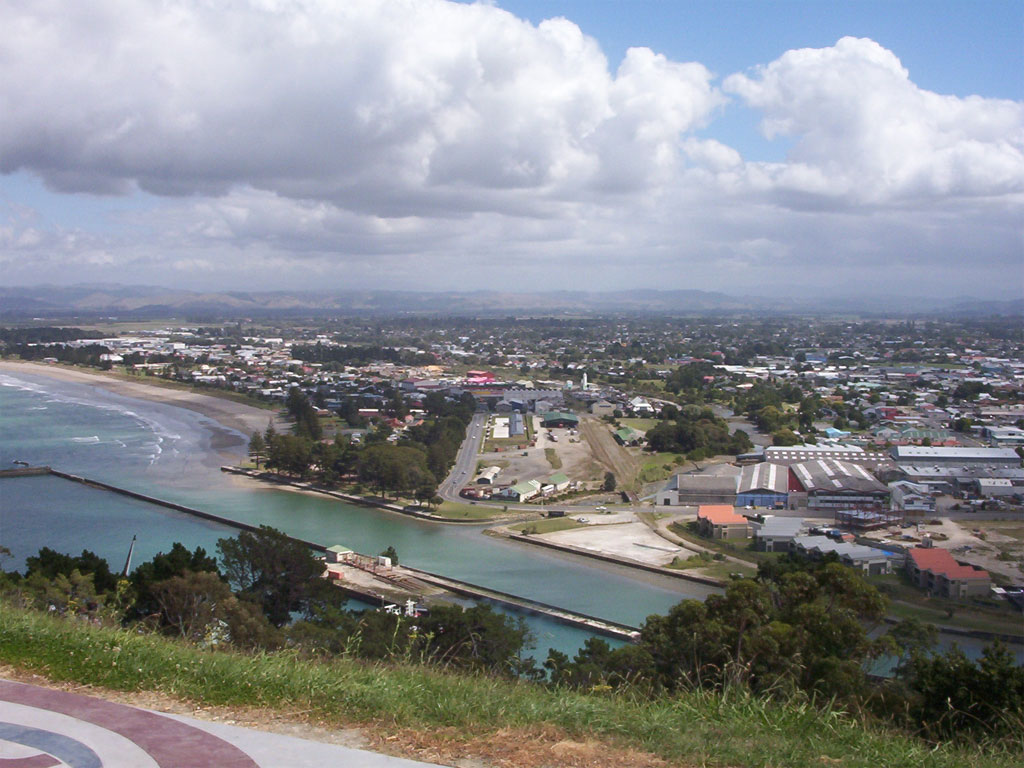
吉斯伯恩郊區和沿岸的風景

吉斯伯恩大区（英語：Gisborne Region），是位於紐西蘭北島東北部的一個地方行政區。首府位于吉斯伯恩市。地名来源于早期殖民地的一位秘書的名字 - 威廉姆·吉斯伯恩。
位于紐西蘭東北部的吉斯伯恩島在2007年12月20日晚間發生了6.8級的強烈地震。

## 地理
吉斯伯恩大区在紐西蘭北島的東北部，鄰南太平洋。當地人口約75 ％生活在吉斯伯恩市內。吉斯伯恩市則是位於該大區北部海灣的一個小鎮。人口約33,700人（2008年） 。吉斯伯恩有長時間的日照，肥沃的土壤和河川帶來豐富的水源；因此，畜牧業發達；其他園藝、農業等種植的農產品，如葡萄經過加工釀製成酒。吉斯伯恩有一處被稱為是庫克在1769年10月8日首次登陸紐西蘭地點的海灘，設有一個紀念碑。吉斯伯恩也是最接近國際換日線的城市。

## 教育
在吉斯伯恩市的學校：吉斯伯恩男子高中、吉斯伯恩女子高中、高頓學院和坎皮恩學院。坎皮恩學院是一所天主教學校。

## 交通
主要交通有國道2號公路；另外，鐵路為北帕默斯頓-吉斯伯恩線。

## 旅遊
- 吉斯伯恩植物園

## 外部連結
维基共享资源上的相關多媒體資源：吉斯伯恩大区
38°40′00″S 178°01′00″E / 38.66667°S 178.01667°E